# Аргируполи
Аргируполи (на гръцки: Αργυρούπολη) е град в Гърция. Населението му е 33 158 жители (2001 г.). Част е от Атинския метрополен район. Намира се в часова зона UTC+2. Пощенският му код е 164 xx, телефонният 210, а кодът на МПС е Z.